# Nožičko
Nožičko (szerbül: Ножичко), település Bosznia-Hercegovinában, Srbac községben, Bosanska krajina területén, a Szerb Köztársaságban. 

## Fekvése
Bosznia-Hercegovina északi részén, Banja Lukától légvonalban 35, közúton 48 km-re északkeletre, községközpontjától légvonalban 8, közúton 10 km-re délre, 95-150 méteres tengerszint feletti magasságban az Orbásztól keletre húzódó síkság szélén található.

## Népessége
| Nemzetiségi csoport | Népesség 1991 | Népesség 2013 |
| ------------------- | ------------- | ------------- |
| Szerb               | 1074          | 926           |
| Bosnyák             | 1             | 2             |
| Horvát              | 2             | 5             |
| Jugoszláv           | 30            | 0             |
| Egyéb               | 10            | 13            |
| Összesen            | 1117          | 946           |

## Története
A település 1878-ig tartozott az Oszmán Birodalomhoz, ekkor a berlini kongresszus határozata alapján az Osztrák-Magyar Monarchia része lett. 1879-ben az első osztrák-magyar népszámlálás során a Prnjavori járáshoz tartozó településnek 82 háztartása és 503 ortodox lakosa volt. Az osztrák-magyar uralom idején főként Galíciából nagyszámú lengyel és ukrán lakosság települt át Boszniába. 1910-ben a Prnjavori járáshoz tartozó településen 160 háztartást, 814 ortodox és 3 római katolikus lakost találtak. A monarchia szétesésével 1918-ban előbb a Szerb-Horvát-Szlovén Királyság, majd 1929-től a Jugoszláv Királyság része. 1921-ben a községnek 171 háztartása és 871 lakosa volt. Az 1929-es törvény értelmében, amikor Bosznia-Hercegovinát négy banovinára, Drinskára, Vrbaskára, Zetskára és Primorskára osztották, a település a Vrbaska banovina része lett, amelynek székhelye Banja Luka volt Jugoszlávia megszállása után a Független Horvát Állam (NDH) része lett. A második világháború után a település a szocialista Jugoszláviához tartozott. A daytoni békeszerződést követő területfelosztásnál a település Srbac község részeként a Szerb Köztársaság területéhez került.

## Oktatás
A településen a srbaci „Jovan Jovanović Zmaj” Általános Iskola nyolcosztályos területi iskolája működik.

## Sport
FK Nožičko labdarúgóklub

## Egyesületek
A „Moje Nožičko” Polgári Egyesületnek évről évre egyre több tagja van, akik közreműködnek a falu infrastruktúrájának fejlesztésében, változatos tartalmak létrehozásában a gyermekek és fiatalok számára, díjazzák a legjobbakat, ünneplik a fontos évfordulókat, és egyéb módon hozzájárulnak helyi közösségük jobbításához.

## Nevezetességei
- A település központjában áll a Szentséges Szűzanya elszenderedése tiszteletére szentelt pravoszláv temploma. Egyhajós, keletelt épület, a nyugati homlokzat feletti harangtoronnyal.